# Cosmophasis masarangi
Cosmophasis masarangi är en spindelart som beskrevs av Anna Maria Sibylla Merian 1911. Cosmophasis masarangi ingår i släktet Cosmophasis och familjen hoppspindlar. Inga underarter finns listade i Catalogue of Life.